# 제5산악사단 (독일 국방군)
제5산악사단은 1 산악 사단과 10 보병 사단에서 1개 연대씩을 차출하여 1940년 가을에 창설되었다. 사단은 발칸반도 전역 중 마리타 작전(Operation Marita)과 목성 작전(Merkur Operation)에 처음 투입되었다. 11월에 독일로 돌아와 재편성과 휴식을 가진 후 1942년 4월, 동부 전선으로 배치되어 북부군집단에 배속되었다. 1943년 4월에는 이탈리아로 이동하였고, 전쟁의 남은 기간 동안 이탈리아와 서부 알프스에서 싸우다가 1945년 5월에 토리노에서 미군에게 항복하였다.

## 같이 보기
- 제2차 세계 대전의 독일군 사단 목록
- 독일 국방군 육군

## 영어판의 참고 문헌
- Pipes, Jason. "5.Gebirgsjäger-Division". Retrieved May 11, 2005.
- "5. Gebirgs-Division". German language article at www.lexikon-der-wehrmacht.de. Retrieved May 11, 2005.